# Rolf Hagen
Rolf Hagen (* 14. April 1922 in Sondershausen; † 17. Juni 2009 in Braunschweig) war ein deutscher Historiker und Direktor des Braunschweigischen Landesmuseums.

## Leben
Hagen absolvierte seine Schulbildung und sein Abitur an der Oberschule in Sondershausen und leistete anschließend den Reichsarbeitsdienst und Wehrdienst von 1940 bis 1945 ab, der mit Kriegsgefangenschaft endete. An den Universitäten Jena und Göttingen studierte er Volkskunde, Geschichte, Philosophie und Germanistik. In Göttingen promovierte er und arbeitete von 1951 bis 1953 als Wissenschaftlicher Assistent. Anschließend übte er diese Tätigkeit von 1953 bis 1956 am Städtischen Museum Göttingen aus, bevor er zum 1. Juni 1956 auf eine Stelle als Kustos ans Städtische Museum Braunschweig unter dem Direktor Bert Bilzer wechselte. Am 1. August 1962 wurde ihm die Leitung des Kulturamts der Stadt Braunschweig übertragen und schließlich übernahm er im Dezember 1965 die Direktorenstelle im Braunschweigischen Landesmuseum für Geschichte und Volkstum. Nebenamtlich leitete er in dieser Zeit das Stadt- und Kreismuseum – Historische Schlossräume Wolfenbüttel.
Nach der Auslagerung der archäologischen Bestände des Braunschweigischen Landesmuseums in die Neue Kanzlei Wolfenbüttel und der Gründung des Bauernhausmuseums Bortfeld (Gemeinde Wendeburg) verfügte das Museum über drei Standorte. 1987 konnte die Restaurierung der ausgelagerten Hornburger Synagoge in Angriff genommen werden, was schließlich zur Wiedereröffnung des Jüdischen Museums in den Museumsräumen Hinter Ägidien führte. Nach langen Verhandlungen erreichte Hagen die Übernahme des Vieweghauses am Burgplatz, das 1983 bis 1985 umgebaut und 1986, inzwischen unter dem Namen Braunschweigisches Landesmuseum, eröffnet wurde. Nach dem Umzug schied Hagen aus dem aktiven Museumsdienst aus und übergab die Leitung an Gerd Biegel.
Rolf Hagen war neben seiner Museumstätigkeit und danach in zahlreichen Institutionen aktiv, darunter in der Historischen Kommission für Niedersachsen und Bremen, im Braunschweigischen Landesverein, dem Niedersächsischen Heimatbund und im Harzverein. 1994 wurde ihm die Bürgermedaille der Stadt Braunschweig verliehen. Zu seinen Veröffentlichungen zählen Arbeiten über volkskundliche und landesgeschichtliche Themen sowie über den bedeutendsten Schriftsteller der Region Gotthold Ephraim Lessing.